# Przychód wewnętrzny
Przychód wewnętrzny (PW) – dokument księgowy stosowany przy odbiorze materiału z jednostki wchodzącej w skład przedsiębiorstwa. Jest to dokument magazynowy, własny, wewnętrzny.
Dowód ten wystawia się w trzech egzemplarzach – w oryginale i dwóch kopiach. Jest również sporządzany w sytuacji, gdy podczas spisu z natury stwierdzi się nadwyżki materiałowe.

## Elementy składowe dokumentu przychodu wewnętrznego
- numer kolejny dokumentu;
- numer magazynu przyjmującego materiał;
- pieczątka jednostki organizacyjnej przyjmującej towar;
- nazwa materiału oraz jednostka miary;
- ilość materiału;
- indeks materiałowy (numer katalogowy);
- cena/wartość materiału;
- data i podpis osoby wystawiającej i zatwierdzającej PW oraz podpis osoby odbierającej po stronie magazynu przyjmującego towar/materiał.